# Anton Schroll & Co.
Der Verlag Anton Schroll & Co. ist ein auf Kunstliteratur spezialisierter österreichischer Verlag mit Sitz in Wien.
Der Verlag wurde am 17. Januar 1884 von Anton Schroll (1854–1919) als „Verlagsbuchhandlung Anton Schroll & Co.“ gegründet mit Paul Krebs aus Berlin als Teilhaber, der 1899 ausschied. Anton Schroll zog sich 1913 von der Führung des Verlages zurück. Der Verlag ging danach teilweise, 1931 vollständig in den Besitz der Drucker- und Verlegerfamilie Reisser über, die Verlage Fromme und L. W. Seidel wurden angegliedert. 1973 ging der Verlag in den Besitz der Druckerfamilie Geyer (Agens Werk Geyer + Reisser) über.

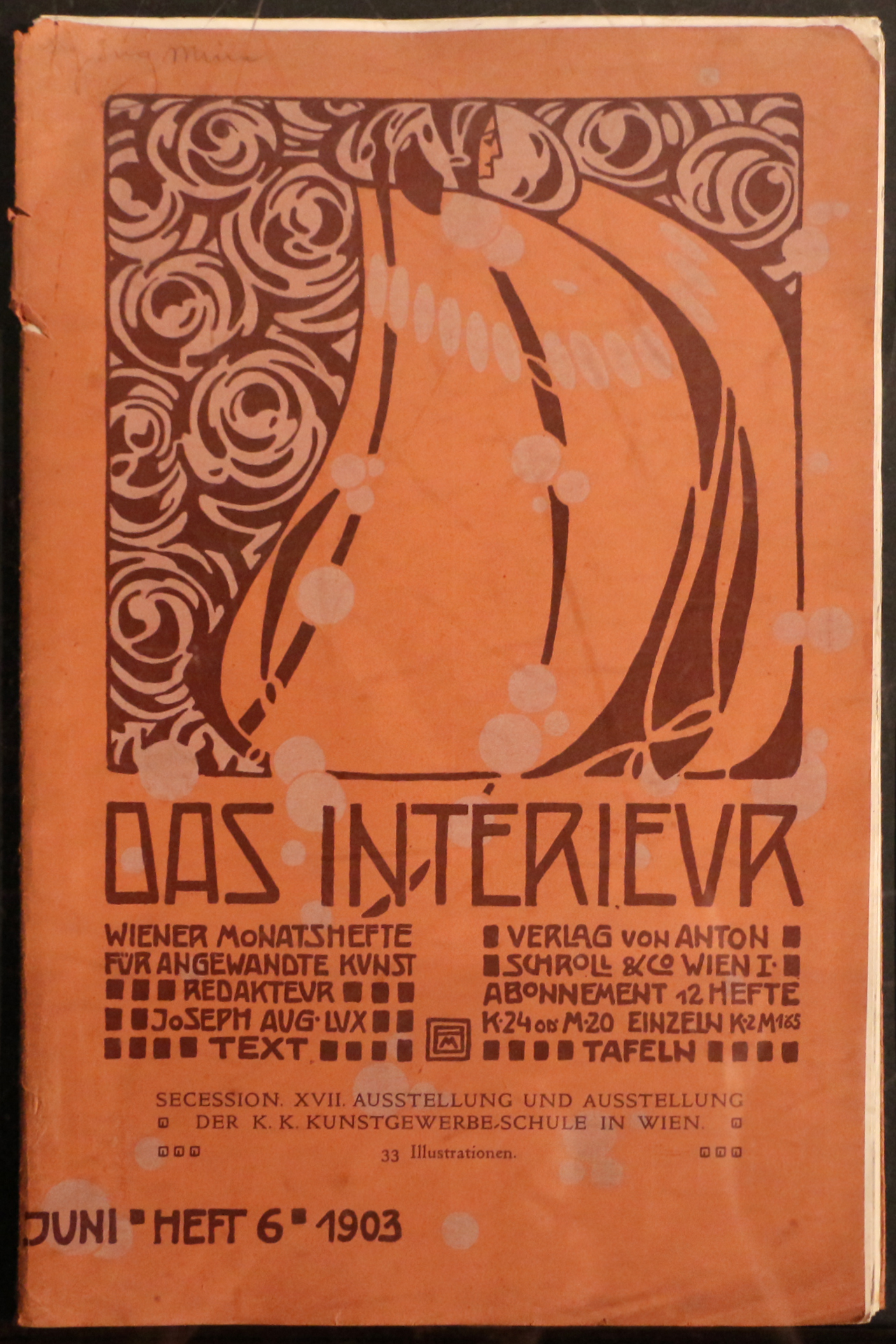
Das Interieur 1903

Hatte der Verlag zunächst nur eine eingeschränkte Konzession für „kunstgewerbliche Musterblätter“, so wurde diese 1890 auf „Werke kunstliterarischen Inhalts“ erweitert. Der Verlag war maßgeblich an der Verbreitung des Wiener Jugendstils beteiligt, so erschienen bei ihm etwa die Zeitschriften „Der Architekt“ (1895–1908; 1916–1922), „Das Interieur“ (1900–1915) und „Die bildenden Künste“ (1918–1922). Ab 1905 erschien bei Schroll das „Jahrbuch der k. k. Zentral-Kommission für Erforschung und Erhaltung der Kunst- und historischen Denkmale“ (später „Österreichische Zeitschrift für Kunst und Denkmalpflege“, bis 2002), ab 1907 die „Österreichische Kunsttopographie“. Neben kunsthistorischen Werken wurden auch weitere wissenschaftliche und literarische Werke publiziert, wie etwa von 1909 bis 1948 die Gesamtausgabe der Werke Franz Grillparzers.